# 紅の豚
『紅の豚』（くれないのぶた、英語: Porco Rosso）は、1992年7月18日に公開されたスタジオジブリ制作による日本のアニメーション映画。宮崎駿監督の長編アニメーション映画第6作。原作は『月刊モデルグラフィックス』に連載していた漫画「飛行艇時代」。キャッチコピーは「カッコイイとは、こういうことさ。」、「飛べば、見える。」

## 概要
興行収入54億円を記録する大ヒット作となり、前作の『魔女の宅急便』に続いてアニメーション映画の歴代興行収入記録を更新した。また、アニメーション映画として初めて、年間最高興行収入を記録した。

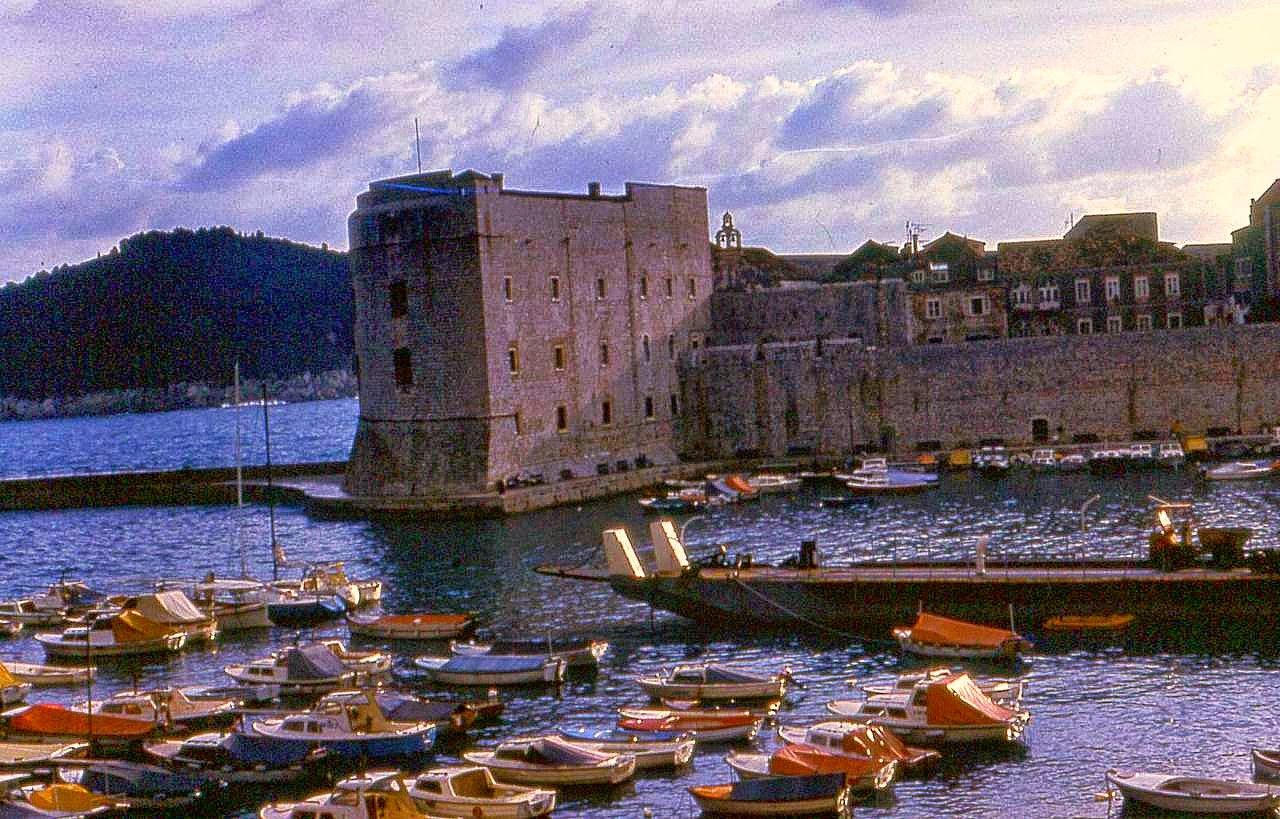
ドゥブロヴニク（クロアチア・アドリア海沿岸の町）。

### 中年のための映画
世界大恐慌の時代のイタリア、アドリア海を舞台に、飛行艇を乗り回す海賊ならぬ空賊と、空賊相手の賞金稼ぎを生業とするブタの姿をした退役軍人操縦士の物語。生家が航空機産業に関係していたため、幼い頃から空を飛ぶことに憧れていた宮崎が、自分の夢として描いた作品である。
宮崎自身がその演出覚書において「『疲れて脳細胞が豆腐になった中年男のための、マンガ映画』であることを忘れてはならない」と記しているように、宮崎は本作品を、「若者をまったく排除して作った（中略）『中年のための映画』」と銘打っている。一貫してアニメを児童のために作ることを自らに課してきた宮崎にとっては、製作後も是非を悩み続ける作品となった。
一方で「イタリア人すら忘れてしまった航空機を復活させたり、存在しない空軍を出せたりしたことは道楽としては楽しかった」とも語っている。また、後述のように続編製作を考えるなど、宮崎の思い入れが非常に強いことがうかがえる。

### 30分の短編として企画開始
『魔女の宅急便』のヒットにより、宮崎には興行的な成功というプレッシャーがのしかかるようになった。そこで宮崎は次の大作へのステップとして、息抜きになるような30分程度のビデオ作品として、本作品を製作することを提案した。しかし、宮崎の作品は膨大な予算を必要とすることと、鈴木プロデューサーがビデオ作品を作ることに否定的であったことから、史上初の機内上映作品として日本航空に企画が持ち込まれた。
なお、後に『紅の豚』となる作品の原案はかなり前から宮崎が温めていたものであり、ビデオ用作品としての企画以前に宮崎が映画化の提案をしたことがあるが、その時点では鈴木プロデューサーは「豚が主人公の映画にお客さんが入るわけがない」と猛反対したという。
また、当時の日本航空では機内で上映される映画に関しては飛行機事故の場面を上映しないという内規が存在していたが、宮崎は制作段階の時点で日本航空と協議した上で墜落シーンを挿入させることの了解を得た。
本編制作中にプロデューサー鈴木敏夫の製作した宣伝用予告映像は、過激な空戦シーンを中心に繋いだ戦争映画さながらのものだった。まるで本編と方向性の異なるイメージで作られたそれに対し、宮崎は猛烈に怒ったという。

### 飛行艇時代の連載
企画書は1990年2月27日に完成、この時点での予算は2億円だった。並行して月刊誌『モデルグラフィックス』1990年3月号〜5月号の、宮崎が担当する連載「宮崎駿の雑想ノート」において、原作となる「飛行艇時代」が連載された。
『紅の豚』は「飛行艇時代」のあらすじを大筋で踏襲しているが、「飛行艇時代」にはポルコの過去のエピソードとそれに関わる人物（ジーナとフェラーリン）、ポルコが指名手配されファシスト政権に狙われるシーンなどシリアスな要素はなかった。また、原作ではピッコロ一族の男性が何名か登場するほか、マジョーレ湖で十分にテストをしてから出発するなどの相違点もある。この「飛行艇時代」は、大日本絵画より刊行された『飛行艇時代』（1992年、増補改訂版2004年）に再録されている。
1990年9月には宮崎のほかプロデューサーの鈴木敏夫、アニメ監督の押井守ら6名でロケハンが行われた。当時の企画案を反映して、イタリアのテベレ川流域の山岳都市をめぐり、最後にローマを訪ねるというものだった。

### 長編作品へと変更
1990年11月から製作が開始され1991年8月に完成する予定だったが、『おもひでぽろぽろ』の制作が遅れ、1991年3月に宮崎駿1人で準備斑を立ち上げる形でスタートすることとなった。宮崎はこの間に『おもひでぽろぽろ』の製作プロデューサーを務めながら『紅の豚』のコンテを切っていたが、当時勃発した湾岸戦争の影響もあり、ストーリーは当初の能天気な航空活劇とは異なるものとなっていき、当初の時間に収まりきらなくなっていった。
そこで鈴木敏夫プロデューサーは日本航空と日本テレビに直談判し、ビデオ用作品を改め映画とする許可を取り付けた。同年5月にはメインスタッフが入り今回は女性スタッフが主流の作品となった。その間に「宮崎作品なら」と東宝、徳間書店、日本テレビが製作に加わったため、時間も30分から45分、60分から80分、更に90分以上の長編化とし劇場公開されることとなった。このため、前述の経緯から、劇場公開より17日前となる1992年7月1日から一部の路線を除く日本航空国際便機内で先行上映され、劇場公開後も機内上映は続けられた。2007年9月には、日本航空国際線機内で「紅の豚」の再上映が行われた。

### 日本テレビの関係が盤石に
前述の鈴木敏夫のインタビューでは映画化のために日本テレビに直談判したと語られており、日本テレビが製作会社の一員となっているが、当初の予定ではフジテレビによる製作だったことが日本テレビ映画担当社員で本作の製作委員会の一員でもある奥田誠治によって明かされている。日本テレビはスタジオジブリ発足第1作の『天空の城ラピュタ』から放送権を獲得して、『魔女の宅急便』以降は製作も行って来た。
そのジブリ作品がフジテレビへ移籍することを脅威に感じた奥田は、鈴木敏夫や宮崎駿に働きかけて動いてもらい、日本テレビが担当するように2、3ヶ月がかりで話を現場からひっくり返したのだという。2004年に出版された日本テレビの社史で奥田は「そこがターニングポイントで、ジブリとうちの関係も決まった感じ」と本作以降、スタジオジブリと日本テレビの関係が盤石になったとしている。以後、NHKが『アーヤと魔女』を2020年に製作して放送するまで地上波でのジブリ作品は日本テレビが独占した。その後、2023年には日本テレビがスタジオジブリを子会社化しており、資本上も日本テレビの関連企業となった。

### 『紅の豚』の続編
続編に関して宮崎は、作品完成後の打ち上げで「紅の豚パートIIを製作する」、「そのためにラストのストーリーも変更した」と発表しており、また、『借りぐらしのアリエッティ』製作時のインタビューでは「紅の豚の続編をやりたい」、「題名は『ポルコ・ロッソ 最後の出撃』」と語る一方で、「『やっぱだめだな』と思ったんですよ（笑）。それはやっぱり道楽だって」とも語っている。
主演の森山周一郎は後に「（宮崎は）引退を発表したが、パートIIを製作しないとストーリーが尻切れトンボのままで完結しない。何とか約束を実行して頂きたいものである。」と述べている。しかし、森山は2021年に死去したため、この願いが叶う事はなかった。

### その他
テレビでの放送は、ジブリ作品全体で見ても頻度は高いほうであり、金曜ロードショーだけでも1993年の初放送から2025年5月放送で14回を数え、初回の視聴率は20％以上、以降も10％以上を維持している。また、宮崎が長編アニメ製作からの引退会見を行った2013年9月6日には当初の放送予定を変更して急遽オンエアされている。
音楽を担当した久石譲は、同時期に1920年代をテーマにしたソロアルバム『My Lost City』を制作しており、宮崎が同じ時代を舞台に本作を作っていたことに運命的なものを感じたという。宮崎は『紅の豚 イメージアルバム』と一緒に送られた同作をとても気に入り、「あの曲が全部欲しい、全部『紅の豚』に欲しい」「イメージアルバムと取り替えて下さい」と久石に要求したという。
この作品以降、スタジオジブリ映画における宮崎駿監督作品は全て東宝系での公開となっている。

### 時代背景
第一次世界大戦で戦勝国だったイタリア王国だが、国民から「栄光なき勝利」と呼ばれるまでに経済は不安定になっていた。本編は1929年頃の物語で、既にイタリアは1922年のローマ進軍以来、ムッソリーニ率いるファシスト党の独裁下となっている。
1931年から本格的にヨーロッパへ波及する大恐慌の足音や、この当時一世を風靡したアニメーション、ベティ・ブープに似た映画、ライバル役のカーチスが1933年のラジオドラマ『ローン・レンジャー』の名台詞「ハイヨー、シルバー！」を口にするなど、当時の世情をうかがわせる描写がちりばめられている。

## あらすじ
ファシスト政権が統治する戦間期のイタリア。深紅の飛行艇サボイアを操る豚のポルコ・ロッソは、かつて人間だった頃イタリア空軍のエースだったが、今はアドリア海の小島に隠棲し、空中海賊（空賊）退治を請け負う賞金稼ぎとして暮らしている。ある晩、昔馴染みのジーナが営むホテル・アドリアーノを訪れたポルコは、米国製の水上機を操るアメリカ人カーチスに出会う。カーチスは空賊連合が雇った用心棒だった。彼はポルコを撃墜して名を挙げたいと考える。
しばらく後、サボイアのエンジン整備の為ミラノに向かって飛んでいたポルコはカーチスと遭遇し、エンジン不調のまま撃墜されてしまう。ポルコは大破した愛艇をミラノの工房ピッコロ社に持ち込むが、社長のピッコロおやじの孫でまだ17歳の少女フィオが設計・修理に当たるという。ポルコは若いフィオを信用せず、よそを当たろうとするが、フィオの熱意と技術を認め、愛機の設計を任せる。出稼ぎ中の男に代わってピッコロの親族の女たちが集まり、飛行艇修理が行われる。
一方、ファシスト政権に非協力的なポルコは、ミラノでも逮捕しようとする秘密警察や空軍に追われていた。警告に来たかつての戦友フェラーリンは空軍への復帰を薦めるが、ポルコにそのつもりはない。サボイアが復活するとポルコはすぐに出発を決めるがフィオは整備士として同乗を懇願。「人質」という建前でフィオを乗せたサボイアは秘密警察を振り切って離陸する。
ポルコがアドリア海の隠れ家に帰還すると、待ち伏せしていた空賊連合とマンマユート団が飛び出しサボイアを叩き壊そうとするが、フィオは毅然とした態度で飛行艇乗りの名誉と誇りを語り空賊達を黙らせる。それを覗き見ていたカーチスはフィオに一目惚れし、ポルコとの勝負で勝利したら結婚しようと申し出る。フィオはポルコが勝利した場合はサボイアの修理代全額をカーチスが負担するという条件で承諾。困惑するポルコをよそに、フィオの運命をかけた決闘が決まってしまう。
決闘当日、大勢の空賊たちが見守る中、ポルコとカーチスのドッグファイトが始まる。決着がつかず、飛行艇を降りた2人は素手の殴り合いにまでもつれ込んだ末、ダブルノックアウトの後に辛うじて立ち上がったポルコが勝者となる。そこへジーナが飛行艇で到着する。フェラーリンから秘密裏に情報を得ていたジーナはイタリア空軍が迫っている事を知らせ、見物していた空賊や群衆達は急いで逃げ出す。ポルコはフィオをジーナの飛行艇に押し込み逃がす。別れ際にフィオのキスを受けたポルコの顔を見たカーチスはひどく驚く。
フィオのモノローグでその後が語られつつ物語は幕を閉じる。

## 登場人物

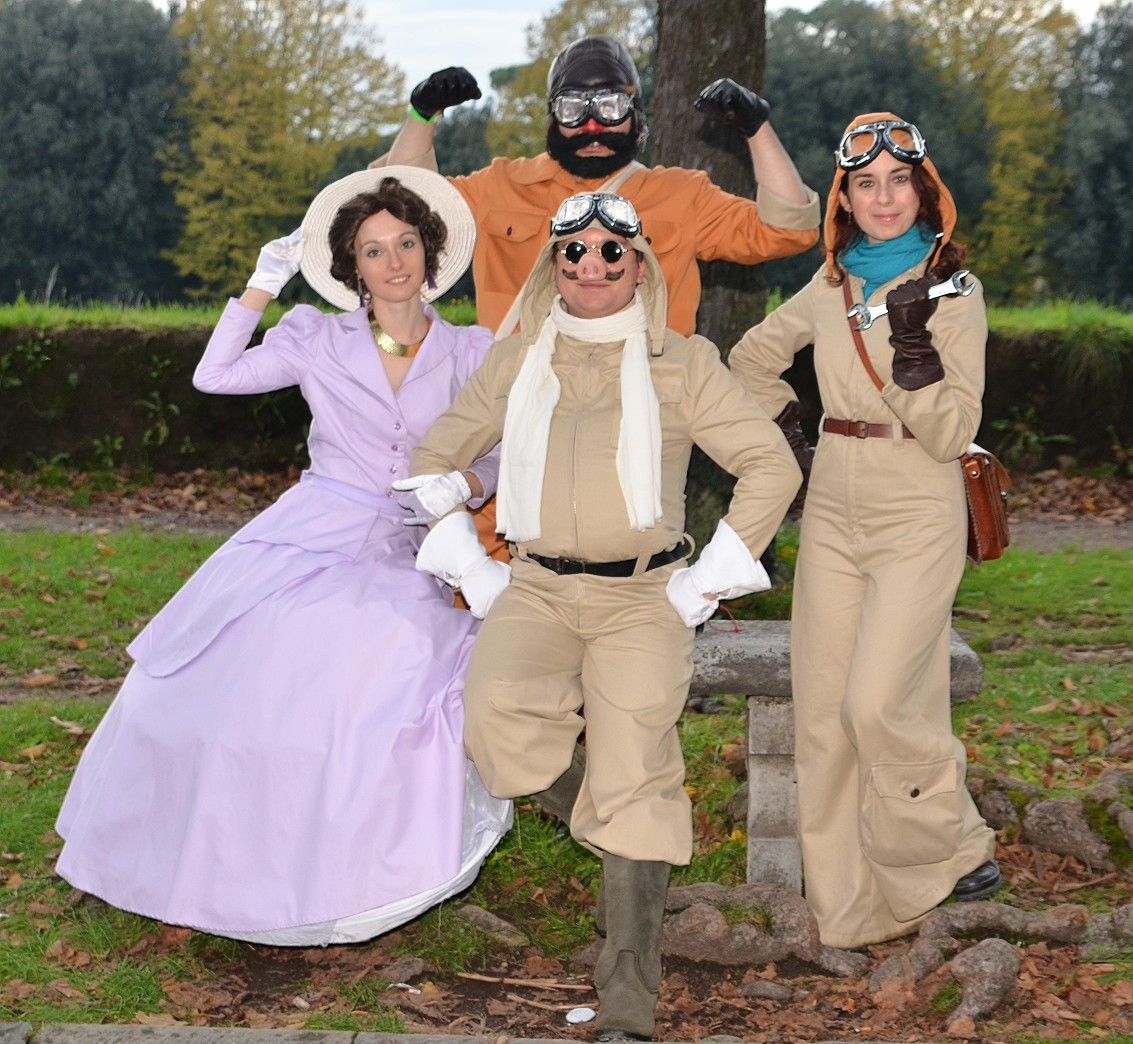
登場人物達のコスプレ（イタリア・ルッカコミックス2012）。下段左からマダム・ジーナ、ポルコ・ロッソ、フィオ・ピッコロ、上段にマンマユート・ボス。

ポルコ・ロッソ（Porco Rosso） / マルコ・パゴット（Marco Pagot）
声 - 森山周一郎（青年時代：古本新之輔）
本作の主人公で、口髭をたくわえた豚人間の姿になっている男。映画パンフレット によれば、軍に戻る事を拒否して自分自身に魔法をかけたのだという。通称はイタリア語で「赤い豚（紅の豚）」という意味。1892年 - 1893年生まれの36歳。17歳の頃から飛行機を乗り回し、イタリア空軍入隊後は大尉まで昇進し、第一次世界大戦ではエース・パイロットとして華々しく活躍していた。退役した現在は、全体を艶やかに赤塗りした飛行艇サボイアS.21試作戦闘飛行艇に乗って空賊相手の賞金稼ぎとして荒稼ぎしている。一方で、かつて大戦中に嵐の海に落ちた敵パイロットを助けたなどの義侠心あふれる逸話も伝わっていて、豚の姿となった今でも多くの女性たちにモテる人気の飛行艇乗りである。
ピッコロ一族のバァちゃん達には、「ポルチェリーノ（ブタちゃん）」と呼ばれている。
腕の良い賞金稼ぎとして幾多もの空賊を撃退しているが、「戦争ではないから殺しはしない」というポリシーを持っている。機動性に優れる戦闘機同士のドッグファイトでは「ひねり込み」と呼ばれる戦闘機動を得意とし、彼同様に優れたパイロットであるカーチスですらはめている。
普段は、アドリア海にある無人島の隠れ家で自由気ままな暮らしを送っている。街に出る時には白い背広に赤いネクタイを着用し、上からカーキ色のトレンチコート姿、ボルサリーノのソフト帽を被り、夜中でも黒眼鏡を常用して目元を隠しているが、顔を洗うシーンで素顔を見せている。原作『飛行艇時代』ではジェノバ市出身で、機体にも垂直尾翼にジェノバ市の市章を描き入れている。また出身地故に共和派である。
ジーナとは幼馴染みである。フィオにアジトで眠る前に何かお話をしてと頼まれた際に、ジーナの最初の夫で自身の戦友ベルリーニの戦死した時の出来事を話した。その際、彼がベルリーニの代わりに自ら死を選ぼうとする描写があった。
元空軍のエースパイロットだが現在は軍を嫌い、さらにアニメでは明言されていないが原作『飛行艇時代』ではクライアントがイタリアと緊張関係にある「貧乏なバルカンの諸国」である事が述べられており、その為に秘密警察から常時監視されている。一方で空軍に残った友人との縁は切れておらず、空軍復帰を強く望まれているが、ポルコは拒否している。
終盤、フィオが彼の口にキスをした事で、その顔に変化があった描写があるが（カーチスに顔を見られている）、その時の顔は意図的に写されていない。
名前の由来は日伊合作アニメ『名探偵ホームズ』の伊側プロデューサー、マルコ・パゴットから。声優は、宮崎が海外ドラマ『刑事コジャック』のファンだった事から、コジャック（テリー・サバラス）を吹き替えた森山が起用された。トレンチコートに帽子とサングラスという外見は、コジャックと同じである。
また森山のもう一つの代表作であるジャン・ギャバンの芝居の影響もあるとの指摘もある。
後年のスタジオジブリ作品『平成狸合戦ぽんぽこ』の妖怪大作戦で、赤いサボイアS.21に乗って空を飛ぶポルコが一瞬映る他、『耳をすませば』に登場するドワーフの大時計に「Porco Rosso」と刻まれている形で氏名のみ登場する。
マダム・ジーナ（Gina）
声 - 加藤登紀子
ホテル・アドリアーノを経営する未亡人の女性実業家。歌姫でもあり、アドリアーノのレストラン・バーで自らシャンソンを歌ったりもしている。これまでに三度飛行艇乗りと結婚し、全員と死別している未亡人である為、フランス語で「夫人」を意味する「マダム」で通っている（フルネームは不明）。絶世の美女で、空賊を含めた数多くの飛行艇乗り達のマドンナであり、「アドリア海の飛行艇乗りは、みんなジーナに一度は恋をする」と言われている。なおホテルは、ドブロク市（ドヴロク市とも表記）の沖合に浮かぶ小島にある。
ポルコの昔馴染みで、作中で彼の事を本名のマルコと呼ぶ。ホテルのレストランの片隅に、一機の飛行艇に乗る若い頃の彼女と、四人の男性（その中の一人で、顔が黒く塗り潰されているのが若く人間だった頃のポルコ）が写った写真が飾られている。人間としての写真はこの一枚しか残されておらず、夜に店に来たポルコがジーナに、この店にあの写真がある事が唯一気に入らないと言い捨てている。
ポルコの事を以前から密かに愛していた様子で、彼を豚に変身させた魔法を解く方法を探している。また、「ホテルの裏にある私庭に、昼間ポルコが訪ねて来るかどうか」という賭けをしており、訪ねてきたら、その時こそ本気で彼を愛すると決めている。この賭けの事を知っているのは、私庭に侵入し彼女から話を聞いたカーチスと、彼女と友人になったフィオだけ。
極秘に軍部を含む大規模な情報網を持ち、私室には情報収集用の本格的な無線機も設えている。コールサインは、ハートのG。後に、ポルコとの縁でフィオと親しくなる。
フィオ・ピッコロ（Fio Piccolo）
声 - 岡村明美
1912年 - 1913年生まれの17歳。ピッコロのおやじの孫娘で、飛行機設計技師。同じく技師である彼女の父親は元空軍パイロットで、大戦中はポルコと同じ部隊に所属していた。アメリカでの修行経験があり、才能はピッコロのおやじのお墨付き。当初は「女性」「若過ぎる」と言う点から不安を覚えたポルコも愛機の再設計を任せる程に信用する。姉のジリオラの他に、サンドラ、マリエッタ、ソフィア、マウラ、コンスタンス、ヴァレンティーナなど多数の従姉妹がおり、戦闘機製造の仕事に参加した。本人に自覚は見られないがかなりの器量良しである描写があり、ピッコロのおやじもポルコに対して事あるごとに「手を出すなよ」と言っている。少し大胆な所もあり、ポルコのアジトで空賊達が去り、ポルコと会話後、下着姿で海を泳ぐシーンも見せていた。
復活したサボイアの飛行テストもままならずにミラノを出発しようとするポルコに「自分の仕事に最後まで責任を持ちたい」という理由で無理矢理同行する。空賊連合とマンマユート団を相手に説教をする程の度胸があり、カーチスが彼女に一目惚れした事を利用して、ポルコとの再戦を取り付けた要因でもある。最も、これに関しては空賊達が去った直後、ポルコに（空賊達が怖かったので）今になって足が震えていると告白した。マンマユート団にも惚れられた。アジトで目覚めた直後に、一瞬ポルコの人間としての本当の顔（口髭をたくわえたスマートな男性）を横から見た。
再戦の決着後もポルコと行動を共にするつもりでいたが、ポルコは彼女をジーナに預け、自分から遠ざけた。ジーナとはこれを切っ掛けに親しい友人となる。後にピッコロ社を継ぐ。
ピッコロのおやじ（Master Piccolo）
声 - 桂三枝（現六代目桂文枝）
イタリア、 ミラノの飛行艇製造会社「ピッコロ社（Piccolo S.P.A.）」の社長で、フィオの祖父。ポルコの昔馴染み。
金払いにはシビアだが、面倒見の良い性格。孫娘の熱意と技量を認めており、持ち込まれたサボイアの改設計を担当させる。機体設計を担当していた三人の息子たちは出稼ぎのため不在で、他の男手もみな出払っていた事から、親戚中の女性たちを大勢呼び集めて工場を稼動させた。作中では機体全般をフィオに任せ、自らは最も得意とするエンジンチューニングに専念する。
声優に関しては、製作当時に三枝が別番組で共演した森山へ「吹き替えをやってみたい」と相談。それを受けた森山が宮崎に「何とかならないでしょうか」と聞いた事で三枝が起用された。また、宮崎は三枝の起用に合わせ、ピッコロの役を大幅に書き足したという。
マンマユート・ボス（Mamma Aiuto Boss）
声 - 上條恒彦
大きな赤鼻に髭面、飛行帽にゴーグルが特徴の、空賊マンマユート団の首領兼空賊船ダボハゼ号船長。マンマユート団は、直訳すると「ママ助けて団」であるが、原作『飛行艇時代』では「ママ怖いよ団」と訳されている。メインキャラクターの一人だが、正式な名前は設定されておらず、エンディングテロップにおいても「マンマユート・ボス」とクレジットされている。直情的で荒っぽいが、落ち度を指摘されれば素直に認める潔さを持っている他、「仲間はずれが出たら可哀想」という理由で幼い子供達を全員さらっていき、怪我をさせないように扱うなど、子供には優しく、人情味があることから手下たちからも深く慕われている。また、ポルコの過去を知る数少ない人間の一人でもある。彼を含む一味全員がジーナにもフィオにも惚れている。空賊連合と同様にジーナの店の近くでは仕事をしていない。
率いるマンマユート団は客船襲撃に金品強奪、児童誘拐にも手を染める悪党だが、ポルコから小物扱いされている。手下たちはボス同様、人情に厚く、女性には弱い。またボスと容姿がよく似ている。
ラストシーンでも年老いた彼がスーツ姿で登場し、アドリアーノに来ている様子が描かれている。
ドナルド・カーチス（Donald Curtis）
声 - 大塚明夫
アラバマ生まれのアメリカ人で、祖母はイタリア人のクォーター（1850年代に南イタリアからアメリカへの移民が多かった時代背景がある）。ディズニーから発売されたアメリカ版では、テキサス出身となっている。愛機はカーチス R3C-2をモデルとした架空機「カーチス R3C-0非公然水上戦闘機」。空賊連合が雇った用心棒で、ポルコの最大のライバル。パイロットとしての技量は彼も認めるほど大変に優れている。下が砂地だったとはいえ、高所から空中回転して着地するなど非常に運動神経も良い。女好きの惚れっぽい性格で、それぞれ違ったタイプの美しさを持つジーナやフィオを次々に口説くも、ことごとく玉砕する。エンディングではアメリカに帰国後、映画俳優へと転身して、西部劇（題名はTriple Love）の主演俳優を務めるなど活躍している。空賊の用心棒や映画俳優は、あくまでも人生の最終目標への布石である（なお、劇中カーチス主演のポスターは、ロナルド・レーガンの主演映画のレイアウトを踏襲している）。原作『飛行艇時代』では、ドナルド・チャックと名乗っており、「カーチス」は愛機にちなんだニックネームとなっている。また、空賊の用心棒となる展開自体は変わらないが、中盤で戦闘する相手は豪華客船の用心棒ではなく、イタリア空軍のパトロール部隊であるなど、多少の差異が見られる。
声優選考の最終段階では、大塚明夫と山寺宏一の2人が候補に挙がり、最終的に大塚が選定された。
フェラーリン（Ferrarin）
声 - 稲垣雅之
ポルコの元戦友で、現在はイタリア空軍少佐。ジーナと共に作中においてポルコを本名で呼ぶ数少ない人物である。モデルは、アルトゥーロ・フェラーリンであるが、本人として描写されているかは明確でない。
軍を辞めたポルコとの友人関係は現在でも続いており、彼の空軍への復帰を強く望んでいる。また軍人という立場でありながら、彼がポルコやジーナに軍の機密情報を密かに横流しするなどして協力している為、空軍はいまだにポルコを捕らえられずにいる。一方で立場をわきまえずに平然としているポルコに呆れてもいる。コールサインは、F。
ポルコが空軍に入隊して以降の仲間であり、ポルコやジーナたちの幼馴染ではないため、子供時代の写真には写っていない。
空賊連合（Aero Viking Association/Band of air pirates）
主にアドリア海を縄張りとする空賊団で構成されたギルド。大きな獲物を狙う場合など、時に協力して「仕事」を行う。持ち回り制で組合長もいるが、実際は単なる寄り合い所帯の向きが強い。
作中では7団体が加盟していて、原作『飛行艇時代』によれば、マンマユート団は加盟こそしていないが、特に対立もしていない事も劇中のボス達の密談で判明する。それぞれの空賊団の構成員達は、そのボスと容姿が似ている。
彼らの共通のマドンナはマダム・ジーナであり、屈強な彼らも彼女の前ではまるで子供扱い。また彼女の店の半径50km以内では決して仕事はしない取り決めである。同様に彼らの共通の敵である賞金稼ぎのポルコ・ロッソとも、彼が店にやって来るのに居合わせた際にも眉をひそめる程度で別にもめ事を起こしたりはしない。
映画パンフレットによると、それぞれの空賊のボスはAがフランス人で左目に眼帯をした男。Bがスイス人で黒髪の小柄な男。Cがシシリー人でモヒカン刈りをしている男。Dがノルマンの末裔で背が高く左頬に傷痕がある男。Eがプロヴァンス人で禿頭に傷痕がある男。Fがオーストリア＝ハンガリー帝国の元貴族で眉間に三日月状の傷痕があり眼鏡を掛けている男。Gがクロアチア人で顎髭のある茶髪の男。
劇中では、Aが空賊連合組合長。ポルコとカーチスのボクシングのレフェリーを務めたのがC。
イメージボードには、一番大きい飛行艇を使っているのがF、一番零細企業がGと表記がある。
ラストシーンでも年老いた彼らが登場し、あいかわらずアドリアーノに集う様子が描かれている。葉巻をくわえながらポルコ・ロッソの本を読んでいるのがA。Aの左隣でサングラスを掛け葉巻を指に挟んでいるのがD。チェス盤を置いているテーブルを囲んでいるのがB、C、E、F。このうちサングラスを掛け、頬杖をつきながらコーヒーカップを持っているのがB。後頭部が描かれているのがC。パイプをくわえているのがE。立っているのがFである。

## 登場する水上機

### 水上機
物語に登場する水上機は、実在した機体をモデルにしている型とオリジナルとが混在している。
サボイアS.21試作戦闘飛行艇
ポルコの愛機である飛行艇。劇中で大改修を受ける。商品展開などで区別が必要な場合、設計主任フィオのイニシャルを取って、改修後の姿を「サボイアS.21F」「F後期型」とする事もある。
改造前のサボイアS.21試作戦闘飛行艇は、たった1機だけが製造された試作機である。離着水において「危なくて飛べない」と言われるほど過激なセッティングが災いして、軍用機として正式採用されることはなかった。ポルコ曰く「倉庫で埃をかぶってた」ところをローンで購入したもので、離着水の難しさは認めつつ「スピードに乗れば、粘りのある翼だ」と評価している。
作中では冒頭の時点で既にエンジンが不調であり、ローン完済直後にポルコはいよいよ限界と悟り、休暇を兼ねてエンジン修理のためにミラノへ回送飛行中にカーチスと空戦になり、エンジントラブルが原因で撃ち落とされ、胴体部分しか残らないほぼ全損となった。その損傷度合いはピッコロ親父にも「新造した方が早い」と言われるほどだったが、ポルコの本機に寄せる強い思いによってF後期型へと再生の道を辿った。改修を任されたフィオは木の性質を熟知した計算書を見て、設計者の職人技にいたく感心していた。
ピッコロ社でポルコがピッコロ親父に見せられた新エンジンには「GHIBLI」（ジブリ、イタリア語ではギブリ）の刻印がされており、ポルコはこれをフォルゴーレ（イタリア語で雷電という意味らしい）と呼んでいる（ピッコロの親父曰く「出所は聞くな」らしい）。これは、出版物などではフィアット製のフィアット AS.2 エンジンだとされているが、フィアット AS.2は下で紹介されているマッキ M.39が搭載していたものである。なお、原作漫画の中ではフィアット AS.2ではなくロールス・ロイス ケストレルを新たに採用していた。
機体の垂直尾翼の白い部分に描かれたマークは、原作ではポルコの出身地であるジェノバ市の市章。主翼の裏と垂直尾翼は原作・映画共にイタリア国旗の色に塗られている。映画の垂直尾翼の白い部分には前述の市章の色違いが描かれ、そのマークの上に赤いＲの文字が書かれている。
実在した同名の飛行艇サヴォイア S.21は複葉機であり、物語の機体とはまったく異なる。これは、宮崎が昔一度だけ見て印象に残ったものの、資料がないこともありそれが何だったか分からずにいた機体を再現したためである。後の対談でモデルとなったのは「マッキ M.33」であると判明した。
エンディングでフィオがその後の話を語っている最中、ジーナの店の上を飛ぶシーンがあるが、よく見ると裏庭に続く道に、この飛行艇のように見える紅い機体が係留されている。
時代が現代になったエピローグにおいて、ターボプロップエンジンに2重反転プロペラ、マッキ MC.200のような半解放式風防を付けた本機がジェット旅客機を追い越していくシーンが作られたが、本編ではカットされた。
カーチス R3C-0非公然水上戦闘機
全長：6.29m 翼幅：8.1m 全高：3.15m 最高速力：348km/h
ポルコの対抗馬であるカーチスの水上機。完全なオリジナルであったポルコの乗機とは異なり、実在のシュナイダー・トロフィー・レース優勝機カーチス R3C-2の（非公然）改造機という設定。
ブローニング製のプロペラ同調式機関銃を2丁装備したほか、レーサー時の翼面冷却をやめて機首下面に外付けラジエーターを付け、最高速度の低下と引き替えに整備性と信頼性をアップさせた。実は、このラジエーターは日本の川崎88式偵察機から流用したジャンクパーツという設定である。また速力ではサボイアを上回り、旋回力で劣り、上昇力は同等と分析された。
ポルコの真紅のサボイアと対照的な濃青色は、第二次世界大戦期のアメリカ海軍機色を彷彿とさせ、カーチスがアメリカ人であるというイメージ付けにも一役買っている。垂直尾翼の黄色い帯上に描かれたマークは青い「幸運のガラガラヘビ」。ポルコとの最終決戦時には胴体の白帯に矢が刺さったハートマークが描き加えられている。
マッキ M.39（M.52）
主人公の元同僚、フェラーリンがポルコを先導したときの機体。M.39は1926年度のシュナイダー・トロフィー優勝機であり、アメリカの3連覇を阻止した機体でもある。M.52は次回のシュナイダー・トロフィー用の機体でM.39の発展型であり、外形に大きな差はない。映画に登場したものはM.39/M.52両者の特徴が混在しており、宮崎は「形式不明ってことにしておいてください」と説明している。
サヴォイア・マルケッティ S.55
ポルコとカーチスの対決を阻止しようと出動したイタリア空軍編隊にその姿が見える。双胴の飛行艇で、1933年に編隊で大西洋往復を成し遂げた。映画のロケハン時に偶然これを記念する碑文を見つけ、満面の笑みでその前に立つ宮崎の写真が残っている。
マッキ M.5（Macchi M.5）
回想シーンにてポルコがまだ人間だった頃乗っていたイタリア海軍航空隊の戦闘飛行艇。本機は、敵のオーストリア・ハンガリーの飛行艇ローナー Lを鹵獲してコピーしたマッキ L.1から独自に発展させた物。メーカーであるニューポール・マッキ社でライセンス生産していたフランス製ニューポール戦闘機の一葉半形式の主翼を組み合わせ、本家よりも良い飛行艇になった。

## 声の出演
| キャラクター                                  | 日本語版 | 英語版 | フランス語版                                                                          |
| --------------------------------------------- | --- | --- | ------------------------------------------------------------------------------------- |
| ポルコ・ロッソ （Porco Rosso）                | 森山周一郎 | マイケル・キートン | ジャン・レノ                                                                          |
| マルコ・パゴット （青年時代のポルコ・ロッソ） | 古本新之輔 | ? | ?                                                                                     |
| マダム・ジーナ （Madame Gina）                | 加藤登紀子 | スーザン・イーガン | ソフィー・デショーム                                                                  |
| フィオ・ピッコロ （Fio Piccolo）              | 岡村明美 | キンバリー・ウィリアムズ＝ペイズリー | アデル・カラッソ                                                                      |
| ピッコロおやじ （Mr. Piccolo）                | 桂三枝（現・桂文枝） | デヴィッド・オグデン・スティアーズ | ジェラルド・ヘルネンデス                                                              |
| マンマユート・ボス （Mamma Aiuto Boss）       | 上條恒彦 | ブラッド・ギャレット | ジャン＝ピエール・カロッソ                                                            |
| ドナルド・カーチス （Donald Curtis）          | 大塚明夫 | ケイリー・エルウィス | ジャン＝リュック・レイシュマン                                                        |
| バアちゃん                                    | 関弘子 | ? | ?                                                                                     |
| フェラーリン少佐 （Maj. Ferrarin）            | 稲垣雅之 | ? | エリック・ハーソン・マカレル                                                          |
| 空賊連合ボス                                  | 仁内建之 野本礼三 阪脩 島香裕 藤本譲 田中信夫 新井一典 | フランク・ウェルカー ケビン・マイケル・リチャードソン ビル・ファッガーバッケ | ギルバート・レヴィ ダニエル・ラフォーケード ステファン・バゾン ジュリアン・クラメール |
| 写真屋                                        | 辻村真人 | ? |                                                                                       |
| 酔客                                          | 矢田稔 | ? |                                                                                       |
| 役不明                                        | 松尾銀三 大森章督 沢海陽子 喜田あゆみ 遠藤勝代 中津川浩子 中沢敦子 森山祐嗣 松岡章夫 佐藤広純 種田文子 井上大輔 佐藤ユリ 佐藤麻衣子 森田梨絵 高橋若菜 劇団若草 | ジャック・エンジェル コーリー・バートン ロブ・ポールセン ジェフ・ベネット トレス・マクニール ディー・ブラッドリー・ベイカー トム・ケニー フィリップ・プロクター マイケル・ベル、他 |                                                                                       |

## スタッフ

### 映像制作
| 製作                 | 製作                 | 徳間康快 |
| 企画                 | 企画                 | 池永清 |
| 音楽監督             | 音楽監督             | 久石譲 |
| 作画監督             | 作画監督             | 賀川愛、河口俊夫 |
| 原画                 | 原画                 | 大塚伸治、金田伊功、近藤勝也、近藤喜文、百瀬義行、篠原征子、遠藤正明、二木真希子、清水洋、森友典子、杉野左秩子、大谷敦子、磯光雄、安藤雅司、吉田健一、前田真宏 重国勇二、佐藤好春、大平晋也、箕輪博子、諸橋伸司、長谷川明子 |
| 動画チェック         | 動画チェック         | 舘野仁美、中込利恵、藤村理枝 |
| 動画                 | 動画                 | 手島晶子、佐藤伸子、柴田和子、木田葉子、大村まゆみ、北島由美子、長嶋陽子、横山和美、浅野宏一、伊藤秀樹、小西賢一、篠崎光司、野田武広、山田憲一、粉川剛、岡田妙智子 笹木信作、中村勝利、小野田和由、横井秀章、井上博之、斉藤昌哉、柴田絵理子、稲村武志、松瀬勝、芳尾英明、東誠子、山浦由加里、西戸スミエ、椎名律子、坂野方子、手塚寛子 末田久子、松下敦子、真野鈴子、長谷部敦志、近藤梨恵、槇田喜代子、岩柳恵美子、大友康子、新留理恵、太田久美子、安達昌彦、堀井久美、古屋浩美、常木志伸、牧孝雄 テレコムアニメーションフィルム 与沢桂子、宮本佐和子、蘇武裕子、赤城博昭、大楽昌彦、正路真由美、清水由紀子、馬場健、酒井一実、安留雅弥、矢沢真由、松川孝純 スタジオぴえろ 君島繁、小沢誠 |
| 作画協力             | 作画協力             | アニメトロトロ、OH!プロダクション、スタジオコクピット、グループどんぐり、スタジオたくらんけ |
| 美術監督             | 美術監督             | 久村佳津 |
| 背景                 | 背景                 | 男鹿和雄、山川晃、太田清美、田中直哉、武重洋二、崎元直美、長縄恭子、黒田聡 |
| 特殊効果             | 特殊効果             | 谷藤薫児、橋爪朋二、玉井節子 |
| ハーモニー処理       | ハーモニー処理       | 高屋法子 |
| 色彩チーフ           | 色彩チーフ           | 保田道世 |
| 色彩設計             | 色彩設計             | 立山照代、木村郁代 |
| 仕上                 | 仕上                 | 小川典子、久田由紀、古谷由実、大城美奈子、小野暁子、井関真代、守屋加奈子、片山由里子、阿部穂美、木附沢幸恵、羅奈緒美、坂本洋子、吉川潤子、豊永幸美 スタジオキリー 高橋直美、渡部真由美、酒井雅代、平林和弘、西尾久美子、渡辺信子、黒木幸恵、末永康子、岡美代子、久保田滝子 IMスタジオ 伊勢田美千代、福間栄子、谷田陽子、成田照美、田島ゆかり、柴田美和子、小沼真理子、高山恭代 童夢舎 下川邊幸子、大町智恵子 京都アニメーション 笹川正美、高木理恵 スタジオぴえろ福岡分室 岩崎静子、松尾早百合、上原由美子、森次純子 スタジオOZ 細谷明美、磯崎昭彦 |
| 仕上協力             | 仕上協力             | スタジオアド、宮崎アニメーションスタジオ、スタジオキャッツ、スタジオ古留美 |
| 撮影監督             | 撮影監督             | 奥井敦 |
| 撮影                 | 撮影                 | 旭プロダクション 谷口久美子、藤倉修二、新矢秀和、松澤浩之、刑部徹、梅田俊之、薮田順二、榊原広、福田寛、伊藤修一 |
| 技術協力             | 技術協力             | ムラオ・スタック 国際工業 斎藤芳郎 |
| 音響制作             | 音響制作             | オムニバスプロモーション 門倉徹、高木創 |
| 音響監督             | 音響監督             | 浅梨なおこ |
| 整音                 | 整音                 | 住谷真 |
| 台詞編集             | 台詞編集             | 内田誠 |
| 音響効果制作         | 音響効果制作         | E&Mプランニングセンター |
| 音響効果             | 音響効果             | 佐藤一俊 |
| 音響効果助手         | 音響効果助手         | 小野弘典 |
| 音楽制作             | 音楽制作             | ワンダーシティ |
| 音楽プロデューサー   | 音楽プロデューサー   | 及川善博 |
| 音楽ディレクター     | 音楽ディレクター     | 岡田知子 |
| 音楽コーディネーター | 音楽コーディネーター | 渡辺隆史、古林英明、松下俊也、佐藤大助 |
| エンジニア           | レコーディング       | 大野英彦、浜田純伸 |
| エンジニア           | マスタリング         | 小泉由香 |
| エンジニア           | アシスタント         | 田中栄一 |
| CD制作               | CD制作               | 徳間ジャパンコミュニケーションズ |
| 録音スタジオ         | 音楽収録             | ワンダーステーション、音響ハウス |
| 録音スタジオ         | 台紙収録             | 東京テレビセンター |
| タイトル             | タイトル             | 真野薫、道川昭 |
| リスマーク           | リスマーク           | テン・グラフィス |
| 編集                 | 編集                 | 瀬山武司 |
| 編集助手             | 編集助手             | 足立浩 |
| 編集所               | 編集所               | フィルムマジック |
| 演出助手             | 演出助手             | 松見真一、山本正仁、河西宏 |
| 制作担当             | 制作担当             | 高橋望 |
| 制作デスク           | 制作デスク           | 川端俊之、西桐共昭 |
| 制作進行             | 制作進行             | 有富興二、洞口朋紀、大塚浩二、伊藤裕之 |
| 制作事務             | 制作事務             | 山本珠実 |
| エンディング構成     | エンディング構成     | ガル・エンタープライズ 板垣恵一、山田尚美 |
| 現像                 | 現像                 | IMAGICA |
| DOLBY STEREO技術協力 | DOLBY STEREO技術協力 | 極東コンチネンタル株式会社 森幹生 |
| 制作                 | 制作                 | スタジオジブリ |
| プロデューサー       | プロデューサー       | 鈴木敏夫 |
| 原作 脚本 監督       | 原作 脚本 監督       | 宮崎駿 モデルグラフィックス「飛行艇時代」より |

### 製作委員会
| 総指揮             | 徳間康快 |
| 代表               | 利光松男、佐々木芳雄 |
| 代表委員           | 山下辰巳、宮崎和義、高木盛久 |
| 推進委員長         | 小金井道宏、加藤博之、近藤晃、漆戸靖治 |
| 推進委員           | 尾形英夫、兼子勲、川口大三、間部耕苹 |
| 実行委員           | 徳間書店 白石彦五郎、金子彰、三浦厚志、星野博美、筒井亮子、田所稔、山平松夫 日本航空、日本航空文化事業センター 渡会信二、寺屋徹、河野裕、立川憲之、関根登喜代 日本テレビ 萩原敏雄、務台猛雄、馬場俊明、和田仁宏、奥田誠治、古川典子、財前祐子 スタジオジブリ 古林繁、村田和也、田中千義、新井田雄一 |
| 広報               | 立柗典子 |
| プロデューサー     | 横尾道男、木内則明、堀米次雄、武井英彦 |
| 企画協力           | アニメージュ編集部 武田実紀男、佐々木崇夫 |
| 宣伝プロデューサー | 徳山雅也 |
| 宣伝               | 日本航空 井口雅夫、中島喜盛、辻清、土橋卓也、酒井久美子、谷川洋一 東宝 奥田和之、大野浩、中川敬、南部真由美、市川南、宵奈良紀子、持田幸彦 メイジャー 脇坂守一、岡村尚人、山形里香、熊谷敦、大川裕三、妹尾雅子、原口美恵子、渡辺美佳                                                                 |
| 宣伝顧問           | 木村建、本間宏 |
| キャッチコピー     | 糸井重里 |
| 宣伝協力           | 博報堂 磯邊律男 |
| 配給               | 東宝 |

### 吹き替え版
| プロデューサー             | リック・デンプシー                     |
| 色補正                     | クリス・デラガルディア                 |
| 撮影                       | マーク・ヘンリー                       |
| 録音                       | クリス・ピンクストン                   |
| 整音                       | フランクリン・ジョーンズJr.            |
| 音楽編集                   | トム・E・ダール                        |
| キャスティング             | ネッド・ロット、ミッキー・マッゴーワン |
| 制作担当                   | デイヴィッド・カーディフ               |
| 制作スーパーパイザー       | ミゲル・エンジェル・ポベーダ           |
| アソシエントプロデューサー | ネッド・ロット                         |
| 監督                       | ペトラ・バッハ、トーマス・ホワイティン |

## 主題歌
主題歌「さくらんぼの実る頃」
- 作詞：J.B.Clément／作曲：A.Renard／歌：加藤登紀子／ピアノ演奏：富樫久美子

エンディング・テーマ「時には昔の話を」
- 作詞・作曲・歌：加藤登紀子／編曲：菅野よう子／ピアノ・アレンジ：大口純一郎
  - 1992年3月28日に加藤のコンサートでライブ録音されたヴァージョンが使用された[47]。

加藤登紀子は歌手業が本業であり、役者業をメインとしていないことも関係しているが、本作はジブリ作品史上、ヒロイン役を演じた役者（加藤）が主題歌の歌唱を兼任した初の作品である。他にヒロイン役の役者が主題歌を兼任したジブリ作品としては、本作の公開から3年後の1995年に公開された『耳をすませば』、12年後の2004年に公開された『ハウルの動く城』、14年後の2006年に公開された『ゲド戦記』がある。

## 評価

### 會川昇
脚本家の會川昇は、「宮崎駿が本音を出しかけてカタルシスを犠牲にした作品」であるとして、終盤戦の空中戦が両機の偶発事故によって消化不良となり、最後はキャラクター同士の肉弾戦に移行したストーリー構成に触れた上で、戦争で発展した飛行艇に愛着がある監督が、飛行艇に殺人行為をさせたくないが故に忖度をした結果だとしている。またエンディング・テーマについては、「日本で左翼がマシだった最期の時代を美化して歌っている」と指摘し、このテーマが流れる場面で、主人公と思しき機体がジェット機の時代になっても飛び続けている描写についても、青春時代を革命に身を投じた者たちに対する監督の自己弁護であるとして、これらの思想には一切共感しないと厳しく批判している。一方で、監督の思想を作品に定着させる手法については、完璧に近い成功を収めていると評価している。

### 押井守
映画監督でアニメーション演出家の押井守は、宮崎駿の女性問題を巡る私生活の本音が出ているとして、「全部発散して自分に言い訳まで用意している狡い作品」と評している。その上で、子供が喜ぶ娯楽作に徹するなら、主人公がトレンチコートを着て喫煙をする描写は不適切であり、斜に構えたハードボイルドな台詞も必要なく、「ブヒブヒ」と喋る飛行機の操縦が上手いただの豚の話にすれば、楽しいアニメになる筈だったとして、そうならなかったのは、主人公の豚の顔の下に監督である宮崎駿の顔があり、自身の憂さを本作で晴らしたかっただけと指摘し、付き合わされた客はまだしも、宮崎駿の言い訳に付き合ったスタジオジブリのスタッフたちは堪ったものではないだろうと、突き放した感想を述べている。

### 岡田斗司夫
おたく評論家の岡田斗司夫は、あれほど『宇宙戦艦ヤマト』を嫌っていた宮崎なのに本作は松本零士『戦場まんがシリーズ』に似ているとしており、「権威を否定していた者が権威になると同じ事を繰り返すことに歴史の皮肉を感じる」としている。

## 賞歴
- 第47回毎日映画コンクール音楽賞、アニメーション映画賞
- 全国興業環境衛生同業組合連合会・第10回ゴールデングロス賞最優秀金賞、マネーメイキング監督賞[51]
- 第5回日刊スポーツ映画大賞・石原裕次郎賞石原裕次郎賞
- 文化庁優秀映画作品賞
- 第66回キネマ旬報ベスト・テン日本映画第4位 / 読者選出日本映画第3位
- アヌシー国際アニメーション映画祭・長編部門グランプリ

## 売上記録
（日本国内）
| 内容                                 | 記録                                                                                        | 補足          |
| ------------------------------------ | ------------------------------------------------------------------------------------------- | ------------- |
| 興行収入                             | 54.0億円                                                                                    |               |
| 配給収入                             | 27.13億円                                                                                   |               |
| 動員                                 | 304万9806人                                                                                 |               |
| 『イメージアルバム』                 | 0.5万本出荷（1992年発売のCA） 3万枚出荷（1992年発売のCD） 0.5万枚出荷（1997年発売の再発CD） |               |
| 『サントラ音楽集』                   | 0.5万本出荷（1992年発売のCA） 8万枚出荷（1992年発売のCD） 3万枚出荷（1997年発売の再発CD）   |               |
| 『ドラマ編』                         | 0.5万本出荷（1992年発売のCA） 1.5万枚出荷（1992年発売のCD）                                 |               |
| 『BOX-CD』                           | 1.5万枚出荷（1992年発売のCD）                                                               |               |
| VHS、S-VHS（徳間版）                 | 15万本出荷                                                                                  | 1995年9月時点 |
| VHS（ブエナビスタ版）                | 40万本出荷                                                                                  | 2003年6月時点 |
| DVD（ブエナビスタ版、2枚組・特典付） | 25万枚出荷                                                                                  | 2003年6月時点 |

## テレビ放送の視聴率
| 回数 | 放送日         | 視聴率 |
| ---- | -------------- | ------ |
| 1    | 1993年10月15日 | 20.9%  |
| 2    | 1995年09月29日 | 14.5%  |
| 3    | 1998年07月17日 | 17.8%  |
| 4    | 2000年06月16日 | 14.3%  |
| 5    | 2003年04月04日 | 18.7%  |
| 6    | 2005年04月22日 | 14.1%  |
| 7    | 2007年05月25日 | 15.0%  |
| 8    | 2010年07月02日 | 14.4%  |
| 9    | 2012年04月06日 | 11.2%  |
| 10   | 2013年09月06日 | 16.0%  |
| 11   | 2016年11月11日 | 13.2%  |
| 12   | 2018年11月02日 | 12.5%  |
| 13   | 2022年01月14日 | 10.8%  |
| 14   | 2025年05月09日 | 8.8%   |

## 関連商品

### 作品本編に関するもの
映像ソフト
- 紅の豚 VHS - 徳間書店（1992年12月21日）
- 紅の豚 LD - 徳間書店（1997年6月15日）
- 紅の豚 VHS - ブエナ ビスタ ホーム エンターテイメント（1999年4月23日）
- 紅の豚 DVD - ブエナ ビスタ ホーム エンターテイメント（2002年3月29日）
  - DVD（宮崎駿監督作品集） - ウォルト・ディズニー・スタジオ・ジャパン （2014年7月2日）

- 紅の豚 Blu-ray Disc - ウォルト・ディズニー・スタジオ・ジャパン（2013年7月17日）
  - Blu-ray Disc（宮崎駿監督作品集） - ウォルト・ディズニー・スタジオ・ジャパン （2014年7月2日）

出版
- 『紅の豚』原作 飛行艇時代（大日本絵画、1992年7月）ISBN 4-499-20595-6
  - 映画『紅の豚』原作 飛行艇時代 （増訂版：大日本絵画、2004年11月）ISBN 4-499-22864-6

- 紅の豚（THIS IS ANIMATION）（小学館、1992年8月20日）ISBN 4-09-101536-0
- 時には昔の話を 宮崎駿・加藤登紀子対談（徳間書店、1992年8月31日）ISBN 4-19-554946-9
- 紅の豚―メモリアル（講談社ヒットブックス、1992年9月）ISBN 4061777262
- 紅の豚―フィルムコミック（1）（徳間書店、1992年9月20日）ISBN 4-19-772090-4
- 紅の豚―フィルムコミック（2）（同上、1992年9月20日）ISBN 4-19-772091-2
- 紅の豚―フィルムコミック（3）（同上、1992年10月25日）ISBN 4-19-772100-5
- 紅の豚―フィルムコミック（4）（同上、1992年10月25日）ISBN 4-19-772101-3
- ジ・アート・オブ 紅の豚（徳間書店、1992年10月30日、新装版1997年5月）ISBN 4-19-812100-1
- ロマンアルバム 紅の豚（徳間書店、1992年11月1日、新装版2001年5月）ISBN 4-19-720160-5
- スタジオジブリ作品関連資料集IV（スタジオジブリ、1996年12月31日）ISBN 4-19-860628-5
- 紅の豚（スタジオジブリ絵コンテ全集7）（徳間書店スタジオジブリ事業本部、2001年9月30日）ISBN 4-19-861424-5
- ジブリの教科書7 紅の豚（スタジオジブリ編、文藝春秋〈文春ジブリ文庫〉、2014年9月10日）ISBN 4-16-812006-6
- シネマ・コミック7 紅の豚（文藝春秋〈文春ジブリ文庫〉、2014年9月10日）ISBN 4-16-812106-2

音楽
- 紅の豚 イメージアルバム かっこいいとは、こういうことさ 徳間ジャパンコミュニケーションズ（（再発版CD/1997年5月21日）TKCA-71155（オリジナル盤/1992年5月25日））
- 紅の豚 サウンドトラック 飛ばねえ豚はただの豚だ！ 徳間ジャパンコミュニケーションズ（（再発版CD/1997年5月21日）TKCA-71156（オリジナル盤/1992年7月22日））
- 紅の豚 ドラマ編 どうやったらあなたにかけられた 魔法がとけるのかしらね 徳間ジャパンコミュニケーションズ（1992年9月25日）TKCA-30663
- スタジオジブリ 宮崎駿&久石譲 サントラBOX [Box set, Limited Edition]（CD）徳間ジャパンコミュニケーションズ（2014年7月16日）

その他関連書籍
- 宮崎駿 映画の風（編著 空の会、創樹社、1993年12月）
- 宮崎駿の雑想ノート（大日本絵画、増訂版1997年8月）ISBN 4499226775。初版・1992年12月

プラモデル
- サボイアS.21Fフォルゴーレ号 「原作版・後期型」 1／72スケール（ファインモールド）
- サボイアS.21試作戦闘飛行艇 1/48・1/72スケール（ファインモールド）
- サボイアS.21F 「後期型」 1/48・1/72スケール（ファインモールド）
- カーチスR3C-0非公然水上戦闘機 1/48・1/72スケール（ファインモールド）
- サボイアS.21試作戦闘飛行艇 1/72スケール塗装済 完成品（ファインモールド）
- サボイアS.21F 「後期型」1/72スケール塗装済 完成品（ファインモールド）